# 엔히키 기마랑이스
엔히키 카를루스 세하 아줄 기마랑이스(브라질 포르투갈어: Henrique Carlos Serra Azul Guimarães, 1972년 9월 9일~)는 브라질의 유도 선수이다. 1996년 하계 올림픽에서 남자 유도 하프라이트급 동메달을 획득했다. 